# ژیهوبتسه
ژیهوبتسه (به لاتین: Žihobce) یک منطقهٔ مسکونی در جمهوری چک است که در شهرستان کلاتووی واقع شده‌است. ژیهوبتسه ۲۵٫۸ کیلومتر مربع مساحت و ۶۰۸ نفر جمعیت دارد و ۵۴۳ متر بالاتر از سطح دریا واقع شده‌است.